# 8023 Josephwalker
8023 Josephwalker è un asteroide della fascia principale. Scoperto nel 1991, presenta un'orbita caratterizzata da un semiasse maggiore pari a 2,4353798 UA e da un'eccentricità di 0,1339800, inclinata di 2,47308° rispetto all'eclittica.